# Ivan Lendl
Ivan Lendl (Ostrava, 7. ožujka 1960.), bivši češki tenisač koji je obilježio desetljeće i pol za vrijeme svoje profesionalne karijere. Bio je dominantna figura u teniskom svijetu 80-ih, te prve polovice 90-ih godina 20. stoljeća. Godine 1992. postao je državljanin SAD-a. 
Lendl je osvojio 8 Grand Slam titula pojedinačno tijekom karijere,  a još je 11 puta gubio u finalima Grand Slamova. To znači da je bio ukupno u 19 Grand Slam finala. Prvi put je postao broj 1 u veljači 1983. S manjim prekidima je bio broj 1 do 1990. godine. Završio je 4 godine kao broj 1 (1985. – 1987. i 1989.). Još je zanimljivija brojka od ukupno 270 tjedana provedenih na broju 1. Time je oborio rekord Jimmyja Connorsa. U profesionalnom svijetu tenisa je uspio zahvaljujući snazi i neuhvatljivim topspinovima s osnovne crte. Uveo je tenis na još višu razinu, u modernu eru, takozvanog 'snažnog tenisa'. 

## Osobni život
Rođen je u teniskoj obitelji u Ostravi, u Češkoj, tada dijelu Čehoslovačke. I njegovi roditelji su bili priznati tenisači, no nikad nisu dospjeli u vrh svjetskog profesionalnog tenisa. Ivan je postao profesionalac 1978. godine, a pod čehoslovačkom zastavom je igrao do 1986., kada se okrenuo SAD-u, zbog otvorenih prijetnji Čehoslovačkog teniskog saveza o ukidanju dozvole za putovanja izvan granica. Službeno je postao američki građanin 1992. godine.

## Teniska karijera
Ivan Lendl je postao poznato tenisko ime još kao junior. On je prvi osvojio Wimbledon i Roland Garros pojedinačno u juniorskoj konkurenciji, te istu sezonu završio kao juniorski broj 1. To je bilo 1978. godine.
Lendl je imao trenutan učinak na svjetski tenis. Nakon što je izgubio jedino profesionalno finale 1979., iduće godine je osvojio čak 7 pojedinačnih titula. 3 od tih 7 titula je osvojio u 3 tjedna na 3 različite površine! Uspješno je nastavio i 1981., osvojivši 10 titula, a 1982. je osvojio 15 od 23 turnira na kojima je nastupio. Također je u toj sezoni skupio 44 pobjeda u nizu. Svojoj već tada impresivnoj brojci osvojenih turnira je pridodao još 7 1983. godine. U tim godinama, nagradni fondovi su narasli veoma visoko, pa se Lendl, koji je tada najviše pobjeđivao, ujedno bio i najplaćeniji tenisač svijeta.
Doduše, na početcima karijere, Ivana su malo mučili Grand Slam turniri. U prvom finalu  (Roland Garros, 1981.) je izgubio od Björna Borga u 5 setova. U finalu US Opena 1982. ga je pobijedio Jimmy Connors. Niti 1983. nije osvojio nijedan Grand Slam. Bio je poražen u finalima Australian Opena i US Opena.
Prva Grand Slam titula je stigla 1984. u Roland Garrosu protiv Johna McEnroea. Bilo je vrlo uzbudljivo, jer se činilo da će Lendl još jednom izgubiti. Gubio je 2:0 u setovima i 4:2 u 3. setu, no sve je preokrenuo, te je ostalo 3:6, 2:6, 6:4, 7:5, 7:5 za Ivana Lendla. To nije potreslo McEnroea, jer je u reprizi finala, samo pred svojom publikom, McEnroe glatko uzeo US Open.
1985. je bila Lendlova najbolja godina na ATP Touru. Osvojio je 11 titula od 17 turnira na kojima je nastupio. U Roland Garrosu ga je pobijedio Mats Wilander. Zato je u ponovnoj reprizi US Opena glatko uzeo naslov pobjeđujući McEnroea. To je bio prvi od 3 uzastopna US Open naslova za Lendla. U iduće dvije sezone je također osvojao i Roland Garros.
1989. je također bila uspješna. Prvo je osvojio Australian Open pobijedivši Miloslava Mečířa u finalu, a onda još 9 titula u 16 preostalih turnira. 1990. je obranio Australian Open.
Jedini turnir koji Lendl nije osvojio je Wimbledon. Dvaput je gubio u finalima; 1986. od Borisa Beckera, a 1987. od Pata Casha. Nikad više nije dosegnuo wimbledonski finale.
Lendl je bio dio momčadi koja je osvojila Davis Cup 1980. Bio je ujedno i čehoslovački kapetan do 1986. i bijega iz komunističke Čehoslovačke u demokratski SAD.
Osvojio je i Masters 5 puta (1981. – 1982. i 1985. – 1987.).
Lendlov uspjeh je bio baziran na u najmanju ruku čudnim metodama treninga. Najviše pažnje je posvećivao metodama treninga, koje su imale znanstvenu osnovu. Također je imao ogromnu želju za uspjehom i činio bi sve što treba da bude uspješan. Vjeruje se da je glavni razlog njegovih 8 finala za redom na US Openu uvijek ista smjesa betona koju bi polagali uvijek isti zaposlenici. O njegovom pristupu radu sam govori sve: “Ako ne treniram kako bih trebao, onda ne ću igrati kako bih trebao.“
Od profesionalnog tenisa je odustao 1994. Osvojio je 94 pojedinačne titule i 6 titula u paru (ukupno točno 100 titula u karijeri), te je (samo na turnirima) zaradio 21.262.417 USD.  Isto tako je ušao u Međunarodnu tenisku dvoranu slavnih.
Kao trener radio je s Andyjem Murrayjem i Alexanderom Zverevim.

### Pobjede na Grand Slamovima (8)
| Godina | Turnir          | Protivnik u finalu | Rezultat u finalu       |
| ------ | --------------- | ------------------ | ----------------------- |
| 1984.  | French Open     | John McEnroe       | 3:6, 2:6, 6:4, 7:5, 7:5 |
| 1985.  | US Open         | John McEnroe       | 7:6, 6:3, 6:4           |
| 1986.  | French Open     | Mikael Pernfors    | 6:3, 6:2, 6:4           |
| 1986.  | US Open         | Miloslav Mečíř     | 6:4, 6:2, 6:0           |
| 1987.  | French Open     | Mats Wilander      | 7:5, 6:2, 3:6, 7:6      |
| 1987.  | US Open         | Mats Wilander      | 6:7, 6:0, 7:6, 6:4      |
| 1989.  | Australian Open | Miloslav Mečíř     | 6:2, 6:2, 6:2           |
| 1990.  | Australian Open | Stefan Edberg      | 4:6, 7:6, 5:2 (predaja) |

### Porazi u finalu Grand Slamova (11)
| Godina | Turnir          | Protivnik u finalu | Rezultat u finalu       |
| ------ | --------------- | ------------------ | ----------------------- |
| 1981.  | French Open     | Björn Borg         | 6:1, 4:6, 6:2, 3:6, 6:2 |
| 1982.  | US Open         | Jimmy Connors      | 6:3, 6:2, 4:6, 6:4      |
| 1983.  | Australian Open | Mats Wilander      | 6:1, 6:4, 6:4           |
| 1983.  | US Open         | Jimmy Connors      | 6:3, 6:7, 7:5, 6:0      |
| 1984.  | US Open         | John McEnroe       | 6:3, 6:4, 6:1           |
| 1985.  | French Open     | Mats Wilander      | 3:6, 6:4, 6:2, 6:2      |
| 1986.  | Wimbledon       | Boris Becker       | 6:4, 6:3, 7:5           |
| 1987.  | Wimbledon       | Pat Cash           | 7:6, 6:2, 7:5           |
| 1988.  | US Open         | Mats Wilander      | 6:4, 4:6, 6:3, 5:7, 6:4 |
| 1989.  | US Open         | Boris Becker       | 7:6, 1:6, 6:3, 7:6      |
| 1991.  | Australian Open | Boris Becker       | 1:6, 6:4, 6:4, 6:4      |

## Rezultati po godinama na Grand Slamovima
| Turnir                            | 1978. | 1979. | 1980. | 1981. | 1982. | 1983. | 1984. | 1985. | 1986. | 1987. | 1988. | 1989. | 1990. | 1991. | 1992. | 1993. | 1994. |
| --------------------------------- | ----- | ----- | ----- | ----- | ----- | ----- | ----- | ----- | ----- | ----- | ----- | ----- | ----- | ----- | ----- | ----- | ----- |
| Australian Open                   | -     | -     | 2r    | -     | -     | F     | 4r    | SF    | -     | SF    | SF    | W     | W     | F     | QF    | 1r    | 4r    |
| Roland Garros                     | 1r    | 4r    | 3r    | F     | 4r    | QF    | W     | F     | W     | W     | QF    | 4r    | -     | -     | 2r    | 1r    | 1r    |
| Wimbledon                         | -     | 1r    | 3r    | 1r    | -     | SF    | SF    | 4r    | F     | F     | SF    | SF    | SF    | 3r    | 4r    | 2r    | -     |
| US Open                           | -     | 2r    | QF    | 4r    | F     | F     | F     | W     | W     | W     | F     | F     | QF    | SF    | QF    | 1r    | 2r    |
| Grand Slam omjer pobjeda i poraza | 0:1   | 4:3   | 9:4   | 9:3   | 9:2   | 20:4  | 20:3  | 20:3  | 20:1  | 24:2  | 20:4  | 21:3  | 16:2  | 13:3  | 12:4  | 1:4   | 4:3   |
| Masters                           | -     | -     | F     | W     | W     | F     | F     | W     | W     | W     | F     | SF    | SF    | SF    | -     | -     | -     |

- W = turnir osvojen
- F = poraz u finalu
- SF= polufinale
- QF= četvrtfinale
- r = kolo

## Pojedinačne titule (94)
- 1980. (7) - Houston, Toronto, Barcelona, Basel, Tokyo Outdoor, Hong Kong, Taipei

- 1981. (10) - Stuttgart Indoor, Las Vegas, Montreal, Madrid, Barcelona, Basel, Vienna, Cologne, Buenos Aires, Masters

- 1982. (15) - Delray Beach WCT, Genoa WCT, Munich WCT, Strasbourg WCT, Frankfurt, Houston, Dallas WCT, Forest Hills WCT, Washington, North Conway, Cincinnati, L.A. WCT, Naples WCT, Hartford WCT, Masters

- 1983. (7) - Detroit WCT, Milan, Houston WCT, Hilton Head WCT, Montreal, San Francisco, Tokyo Indoor

- 1984. (3) - Luxembourg, Roland Garros, Wembley

- 1985. (11) - Fort Myers, Monte Carlo, Dallas, Forest Hills, Indianapolis, US Open, Stuttgart Outdoor, Sydney Indoor, Tokyo Indoor, Wembley, Masters

- 1986. (9) - Philadelphia, Boca West, Milan, Fort Myers, Rim, Roland Garros, Stratton Mountain, US Open, Masters

- 1987. (8) - Hamburg, Roland Garros, Washington, Montreal, US Open, Sydney Indoor, Wembley, Masters

- 1988. (3) - Monte Carlo, Rim, Toronto

- 1989. (10) - Australian Open, Scottsdale, Miami, Forest Hills, Hamburg, Queens, Montreal, Bordeaux, Sydney Indoor, Stockholm

- 1990. (5) - Australian Open, Milan, Toronto Indoor, Queens, Tokyo Indoor

- 1991. (3) - Philadelphia, Memphis, Long Island

- 1992. (1) - Tokyo Indoor

- 1993. (2) - München, Tokyo Indoor

(napomena: podebljano su istaknuti osvojeni Grand Slamovi)